# Claira
Claira (Catalaans: Clairà) is een gemeente in het Franse departement Pyrénées-Orientales (regio Occitanie). De plaats maakt deel uit van het arrondissement Perpignan. Claira telde op 1 januari 2022 4.801 inwoners.

## Geografie
De oppervlakte van Claira bedroeg op 1 januari 2022 19,34 vierkante kilometer; de bevolkingsdichtheid was toen 248,2 inwoners per km². De gemeente ligt in Salanque, in het noorden van de vlakte van Roussillon.

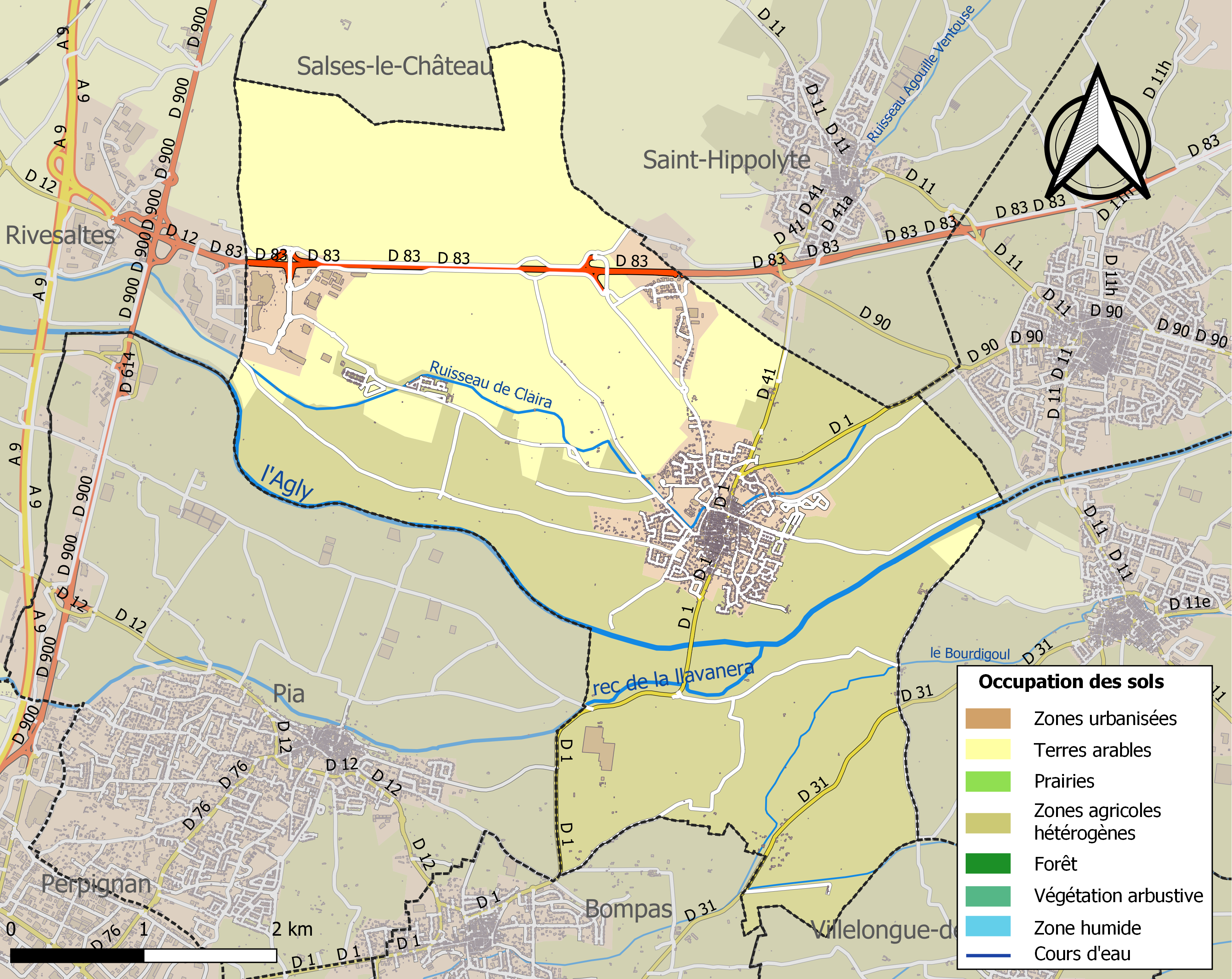
Kaart van de gemeente met de belangrijkste infrastructuur, bodemgebruik en omliggende gemeenten

## Demografie
Onderstaande figuur toont het verloop van het inwonertal (bron: INSEE-tellingen).